# Петдесет и седми пехотен драмски полк
Петдесет и седми пехотен драмски полк е български пехотен полк, формиран през 1912 година и взел участие в Балканската (1912 – 1913), Междусъюзническата (1913), Първата (1915 – 1918) и Втората световна война (1941 – 1945).

## Формиране
Историята на полка започва на 17 октомври 1912 година, когато в с. Восгаш от 32-ра, 35-а, 36-а допълващи дружини и 25-а опълченска дружина се формира Петдесет и седми пехотен полк и влиза в състава на 2-ра бригада от 11-а пехотна сборна дивизия.

## Балкански войни (1912 – 1913)
Полкът е формиран във връзка с избухването на Балканската война (1912 – 1913), като влиза в състава на 11-а пехотна сборна дивизия и взема участие в щурма на Одринската крепост. Участва и в Междусъюзническата война (1913), след края на която се завръща в Татар Пазарджик и на 13 август 1913 е демобилизиран и разформиран.

## Първа световна война (1915 – 1918)
Полкът е формиран отново на 11 септември 1915 в Плевен от 3-та дружина на 4-ти пехотен плевенски полк и 3-та дружина на 17-и пехотен доростолски полк, влиза в състава на 3-та бригада от 9-а пехотна плевенска дивизия и взема участие в Първата световна война (1915 – 1918). След края на войната, на 14 октомври 1918 се завръща и се разформира, като кадърът му се връща на 4-ти пехотен плевенски полк и 17-и пехотен доростолски полк.
При намесата на България във войната полкът разполага със следния числен състав, добитък, обоз и въоръжение:
| Числен състав                                       | Добитък   | Обоз                                          | Въоръжение                           |
| --------------------------------------------------- | --------- | --------------------------------------------- | ------------------------------------ |
| Офицери: 48 Чиновници: 3 Подофицери и войници: 4338 | Коне: 452 | Обикновени коли: 45 Товарни: 199 Специални: 3 | Пушки и карабини: 3283 Картечници: 4 |

## Втора световна война (1941 – 1945)
За участие във Втората световна война (1941 – 1945) полкът е формиран на 20 юли 1941 година в Кавала и получава името Кавалски пехотен полк. Съгласно поверителна министерска заповед № 35 от 1 август 1941 г. в състава му влиза 3-ти конен полк. По-късно същата година на 1 декември от него се формира Драмски пехотен полк в чийто състав влизат 1-ва и 2-ра драмска дружина, разположени в Драма, Кавалска пехотна дружина, разположена в Кавала, Сярска пехотна дружина, разположена в Сяр и Специална рота. Влиза в състава на 16-а пехотна дивизия, като към полка се числят 18-и и 19-и гранични участъци.
На 17 февруари 1942 година полкът е преименуван на Петдесет и седми пехотен драмски полк и се установява на гарнизон в Драма. През 1943 г.и 1944 г. за комунистическа дейност десетки войници от полка са осъдени и изпратени в затвора и в трудови дружини. През февруари 1944 година е преместен на гарнизон в Кавала. На 24 декември 1944 г. е мобилизиран и взема участие във втората фаза на заключителния етап на войната, като воюва в Дравската и Мурската операции (в боевете при Драваплаконя, Дравачехи и Мур). На 22 юли 1945 година се завръща в Хасково, демобилизира се и на 31 август същата година се разформирова. За участие във военните действия срещу германците са наградени 174 души.

## Наименования
През годините полкът носи различни имена според претърпените реорганизации:
- Петдесет и седми пехотен полк (17 октомври 1912 – 14 октомври 1918)
- Кавалски пехотен полк (20 юли 1941 – 1 декември 1941)
- Драмски пехотен полк (1 декември 1941 – 17 февруари 1942)
- Петдесет и седми пехотен драмски полк (17 февруари 1942 – 31 август 1945)

## Командири
Званията са към датата на заемане на длъжността.
| №  | звание       | име              | дати                            |
| -- | ------------ | ---------------- | ------------------------------- |
| 1. | Подполковник | Влайко Байчев    | Балканска война                 |
| 2. | Подполковник | Димитър Икономов | 15 септември 1915 – 16 юли 1918 |
| 3. | Подполковник | Никола Иванов    | от 16 юли 1918                  |
| 4. | Полковник    | Михаил Михайлов  | 1941 – 1944?                    |
| 5. | Полковник    | Йосиф Бекяров    | 1944 – 1945                     |
| 6. | Подполковник | Стойчо Стойчев   |                                 |